# 가역층
수학에서 가역층(可逆層, 영어: invertible sheaf)은 텐서곱에 대한 역원이 존재하는 연접층이다.

## 정의
환 달린 공간 {\displaystyle (X,{\mathcal {O}}_{X})} 위의 연접층 {\displaystyle S}에 대하여 다음 두 조건이 서로 동치이며, 이 경우 {\displaystyle S}를 가역층이라고 한다.
- {\displaystyle S}는 텐서곱에 대한 역원을 갖는다. 즉, 어떤 연접층 {\displaystyle T}에 대하여, {\displaystyle S\otimes S^{-1}\cong {\mathcal {O}}_{X}}이다.
- {\displaystyle S}는 1차원 국소 자유 가군층이다.

### 스킴을 통한 정의
스킴 위의 층의 경우, 가역층은 보다 구체적으로 대수적 선다발(영어: algebraic line bundle)의 단면으로 주어진다.
{\displaystyle X}가 스킴이라고 하자. {\displaystyle X} 위의 대수적 선다발은 1차원 대수적 선다발이다. 즉, 다음과 같은 데이터로 주어진다.
- 스킴 {\displaystyle E}
- 전사 함수인 스킴 사상 {\displaystyle \pi \colon E\to X}
- {\displaystyle X}의 어떤 열린 덮개 {\displaystyle {\mathcal {U}}}
- 각 {\displaystyle U\in {\mathcal {U}}}에 대하여, 스킴 동형 사상 {\displaystyle \pi ^{-1}(U)\to \mathbb {A} _{U}^{1}=(\operatorname {Spec} \mathbb {Z} [x])\times U}

이 조건은 다음을 만족시켜야 한다.
- 임의의 {\displaystyle U,V\in {\mathcal {U}}} 및 아핀 열린 부분 스킴 {\displaystyle \operatorname {Spec} R\hookrightarrow U\cap V}에 대하여, 이로 유도되는 가환환 준동형 {\displaystyle R[x]\to R[x]}은 어떤 가역원 {\displaystyle m\in \operatorname {Unit} (R)}에 대하여 {\displaystyle r\mapsto r\forall r\in R\subseteq R[x]}, {\displaystyle x\mapsto mx}의 꼴로 주어지는 가환환 동형 사상이다.

같은 스킴 {\displaystyle X} 위의 두 대수적 선다발 {\displaystyle (E,\pi ,{\mathcal {U}})}, {\displaystyle (E',\pi ',{\mathcal {U}}')} 사이의 동형 사상은 다음과 같은 데이터로 주어진다.
- {\displaystyle X}-스킴의 동형 사상 {\displaystyle \iota \colon E/X\to E'/X}

이 데이터는 다음 조건을 만족시켜야 한다.
- {\displaystyle (E,\pi ,{\mathcal {U}}\cap {\mathcal {U}}')}은 대수적 선다발을 이룬다.

그렇다면, 대수적 선다발의 단면들은 가역층을 이룬다. 반대로, 임의의 스킴 위의 임의의 가역층은 어떤 대수적 선다발의 단면층과 동형이다.

## 성질

### 호몰로지와의 관계
환 달린 공간 {\displaystyle X} 위의 가역층에 대하여, 층 코호몰로지류 {\displaystyle \operatorname {H} ^{1}(X;{\mathcal {O}}_{X}^{\times })}의 원소를 대응시킬 수 있다. 이는 표준적이며 전단사이며, 또한 텐서곱을 보존한다. {\displaystyle X} 위의 가역층들의 동형류의 아벨 군을 피카르 군 {\displaystyle \operatorname {Pic} (X)}이라고 하는데, 이에 따라 표준적으로 아벨 군의 동형
{\displaystyle \operatorname {Pic} (X)\cong \operatorname {H} ^{1}(X;{\mathcal {O}}_{X}^{\times })}
이 존재한다.

### 인자와의 관계
임의의 국소 뇌터 스킴 {\displaystyle X} 위의 카르티에 인자 {\displaystyle D}가 주어졌다면, 이에 대응되는 가역층을 정의할 수 있다. 구체적으로, 카르티에 인자 {\displaystyle D\in \Gamma ({\mathcal {K}}_{X}^{\times }/{\mathcal {O}}_{X}^{\times })}가 열린 덮개 {\displaystyle \{U_{i}\}_{i\in I}}에서 {\displaystyle f\in \Gamma ({\mathcal {K}}_{X}^{\times },U_{i})}로 표현된다고 하자. (여기서 {\displaystyle {\mathcal {K}}_{X}}는 유리 함수층이다.) 그렇다면, {\displaystyle D}에 대응되는 가역층 {\displaystyle {\mathcal {O}}_{X}(D)\subseteq {\mathcal {K}}_{X}}은 {\displaystyle (f_{i}^{-1})_{i\in I}}로 생성되는 부분 가군층이다. 이 경우, 임의의 카르티에 주인자 {\displaystyle D}에 대하여 {\displaystyle {\mathcal {O}}_{X}(D)\cong {\mathcal {O}}_{X}}이므로, 이는 카르티에 인자류군에서 피카르 군으로 가는 군 준동형
{\displaystyle \operatorname {CaCl} (X)\to \operatorname {Pic} (X)}
을 정의한다.
뇌터 가환환 {\displaystyle K} 위의 사영 스킴 {\displaystyle X}가 주어졌다고 하자. ({\displaystyle X}는 축소 스킴일 필요는 없다.) 그렇다면, {\displaystyle X} 위의 모든 가역층은 카르티에 인자로 정의되는 가역층과 동형이다. 즉, 이 경우 피카르 군은 카르티에 인자류군과 동형이다. 반면, 임의의 뇌터 스킴의 경우, 카르티에 인자로 표현될 수 없는 가역층이 존재할 수 있다.

## 같이 보기
- 선다발
- 피카르 군